# Конрад Микола Йосипович
Микола Йосипович Конрад (1 (13) березня 1891 — 30 вересня 1970) — радянський сходознавець, академік АН СРСР (1958). Голова редколегії серії «Літературні пам'ятки» (рос. «Литературные памятники», 1962–1970),.

## Біографія
Народився у Ризі (за іншими даними в с. Жуківка Орловської губернії) у родині залізничного службовця. 1912 року закінчив японсько-китайський розряд факультету східних мов Петербурзького університету і японське відділення ПВА (Практичної східної академії). 1912 року вперше побував у Японії за направленням Російсько-японського товариства, де перебував два місяці. Повернувшись з Японії, Конрад опублікував свою першу наукову працю.
У 1913–1914 роках почав свою педагогічну діяльність з викладання в Київському комерційному інституті, де читав курси китайської та японської мов, етнології Японії та Китаю.
Стажувався у Японії (1914–1917), де в Токійському університеті вивчав японську та китайську мови, культуру та класичну літературу Японії. За час перебування в Японії, також відвідав Корею та Китай.
Після повернення на батьківщину разом з Є. Д. Полівановим деякий час працював у Народному комісаріаті у закордонних справах РРФСР (переклав, зокрема, на японську мову «Звернення до народів Сходу» та «Звернення до трудящих та пригноблених усього світу»), був тісно пов'язаний з Китайською Радою робітничих депутатів у Петрограді.
1919 року переїхав з Петербурга до Орла, де проживали його батьки. У 1919–1922 роках викладав у Орловському університеті, де перебував на посаді ректора. З 1922 до 1938 року викладач, з 1926 року — професор Ленінградського інституту живих східних мов. Водночас викладав у Географічному інституті ЛДУ. У 1934–1936 читав лекції в Інституті червоної професури. З 1931 року перейшов на наукову роботу в Інститут сходознавства АН СРСР, очолив там проект з вивчення японських історичних документів епохи Мейджі, а також займався разом з Н. А. Невським упорядкуванням японсько-російського словника. 1934 року обраний членом-кореспондентом АН СРСР.
29 липня 1938 року Конрада було заарештовано та звинувачено за ст. 58-1а КК РРФСР (як японський шпигун). Є свідчення про те, що співробітники НКВС, які вели справу Конрада, а саме заступник начальника відділу УНКВС ЛО Голуб, слідчий Трухін, начальник відділу Соловйов, співробітники Гаркавенко, Слепнев та інші систематично били його, тримали по кілька годин на «стійці». Конрад двічі відмовлявся від даних під тортурами показань. 10 листопада 1939 року ВЗГ при НКВС СРСР засудив Миколу Конрада до 5 років ВТТ. Згодом його було відправлено в Канськ. Узимку 1939/1940 років Конрад працював у таборі на лісоповалі. Завдяки втручанню впливових осіб (зокрема президента АН СРСР В. Л. Комарова) Конрада було направлено в так звану «шарашку», де той працював з китайською та японською мовами.
Достовірно відомо, що в першій половині 1941 року Конрад займався науковою роботою безпосередньо в Бутирській в'язниці, де перебував у зв'язку з переглядом справи. Звільнений постановою ВЗГ при НКВС СРСР 8 вересня 1941 року. З того часу мешкав у Москві.
З 1941 по 1950 роки — Професор Московського інституту сходознавства при Московському університеті. З 1958 року — дійсний член АН СРСР.
1969 року уряд Японії нагородив Конрада орденом Вранішнього сонця 2-го ступеня.
Помер 30 вересня 1970 року в Москві.

## Наукові зацікавлення
Японська класична та сучасна література, соціально-економічна та політична історія японського середньовіччя, система японської освіти, класична японська та китайська філософія, мовознавство.
Конрад переклав російською мовою низку пам'яток японської класичної літератури («Ісе моноґатарі», «Ходзекі» та ін.). Широку популярність здобула його книга «Захід та Схід» (1966), що простежує культурно-історичні паралелі та способи різного вираження одних і тих самих ідей в культурах Заходу та Сходу.
Як педагог виховав багато учнів, створив чимало навчальних посібників. Редактор «Великого японо-російського словника» (1970), досі не перевершеного за обсягом представленого в ньому матеріалу.
Один із співзасновиків та голова редколегії серії «Літературні пам'ятки» (рос. «Литературные памятники», 1962–1970).

## Вибрані праці
- Современная начальная школа в Японии. — СПб., 1913. — 156 с.
- Япония. Народ и государство. Исторический очерк. — Пг., 1923. — 168 с.
- Исэ-Моногатари. Лирическая повесть древней Японии. / Пер. Н. И. Конрада. — Пг.: Всемирная литература, 1923. — 169 с. = (ЛП). — М.: Наука, 1979. — 288 с.
- Японская литература в образцах и очерках. — Л., 1927. — 553 с.; — М.: Наука, 1991. — 551 с. (Библиотека отечественного востоковедения)
- Конрад Н.И. Театр Кабуки, его история и теория // Японский театр. — Всесоюзное Общество культурной связи с заграницей, 1928. — 60 с. — 3200 прим.
- Краткий очерк грамматики японского разговорного языка. — Л.: Ленинградский восточный институт, 1934. — 65 с.
- Синтаксис японского национального литературного языка. — М., 1937. — 375 с.
- Сунь-цзы. Трактат о военном искусстве. Перевод и исследование Н. И. Конрада. — М.-Л.: Изд-во АН, 1950. — 404 с. [Архівовано 19 травня 2013 у Wayback Machine.]
- У-цзы. Трактат о военном искусстве. / Пер. Н. И. Конрада. — М.: ИВЛ, 1958. — 131 с.
- Запад и Восток: Статьи. — М.: Наука, 1966. — 519 с.; (2-е изд.) М.: Наука, 1972. — 496 с.
- Очерки японской литературы. Статьи и исследования. — М.: ХЛ, 1973. — 462 с. pdf [Архівовано 25 квітня 2013 у Wayback Machine.]
- Японская литература. От «Кодзики» до Токутоми. Очерки. — М.: Наука, 1974. — 567 с.
- Избранные труды: История. — М.: Наука, 1974. — 471 с.
- Избранные труды: Синология. — М.: Наука, 1977. — 621 с.; — М.: Ладомир, 1995. — 621 с.
- Избранные труды. Литература и театр. — М.: Наука, 1978. — 462 с.
- Очерк истории культуры средневековой Японии, 7-16 вв. — М.: Искусство, 1980. — 144 с.
- Неопубликованные работы. Письма. — М.: Российская политическая энциклопедия, 1996. — 543 с.